# مقاطعة عين الشق
مقاطعة عين الشق هي أحد مقاطعات عمالة الدار البيضاء غرب المملكة المغربية. تضم مقاطعة عين الشق أحياء مهمة للدار البيضاء و تأوي مقاطعة عين الشق 253.600 نسمة (حسب الإحصاء الرسمي 2004).